# リチャード・リズリー・カーライル

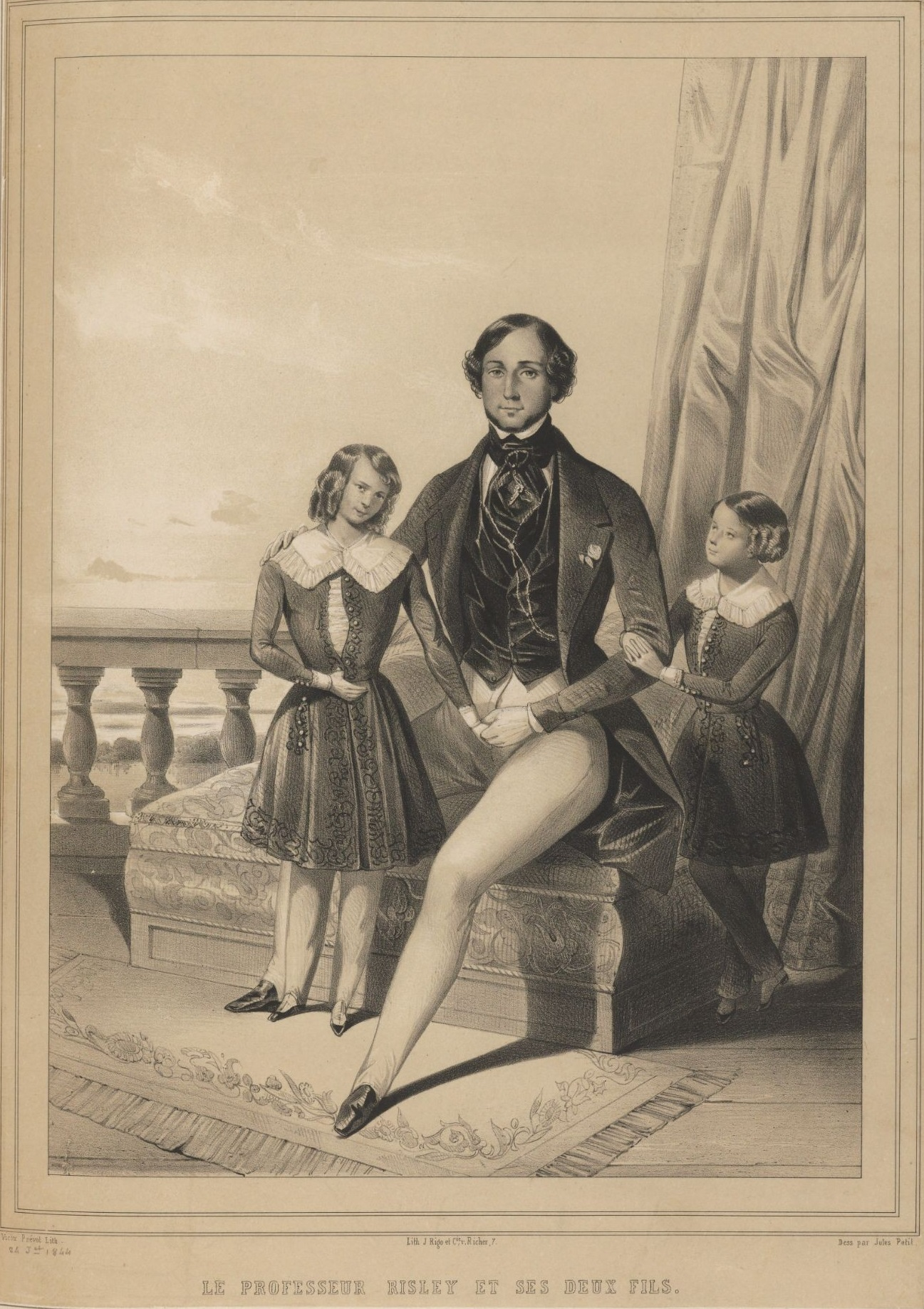
リズリーと子供たち, 1844

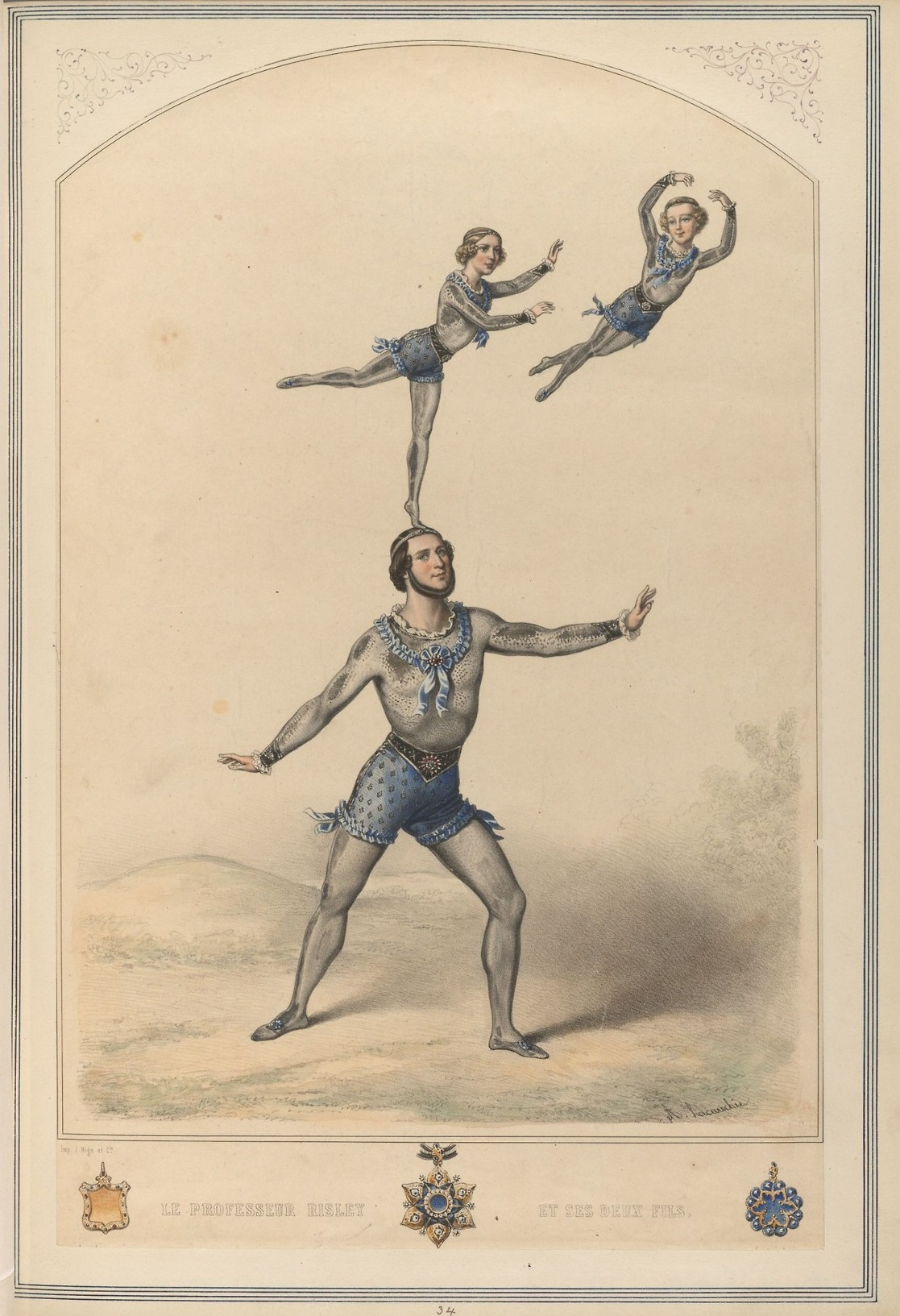
リズリー親子の曲芸

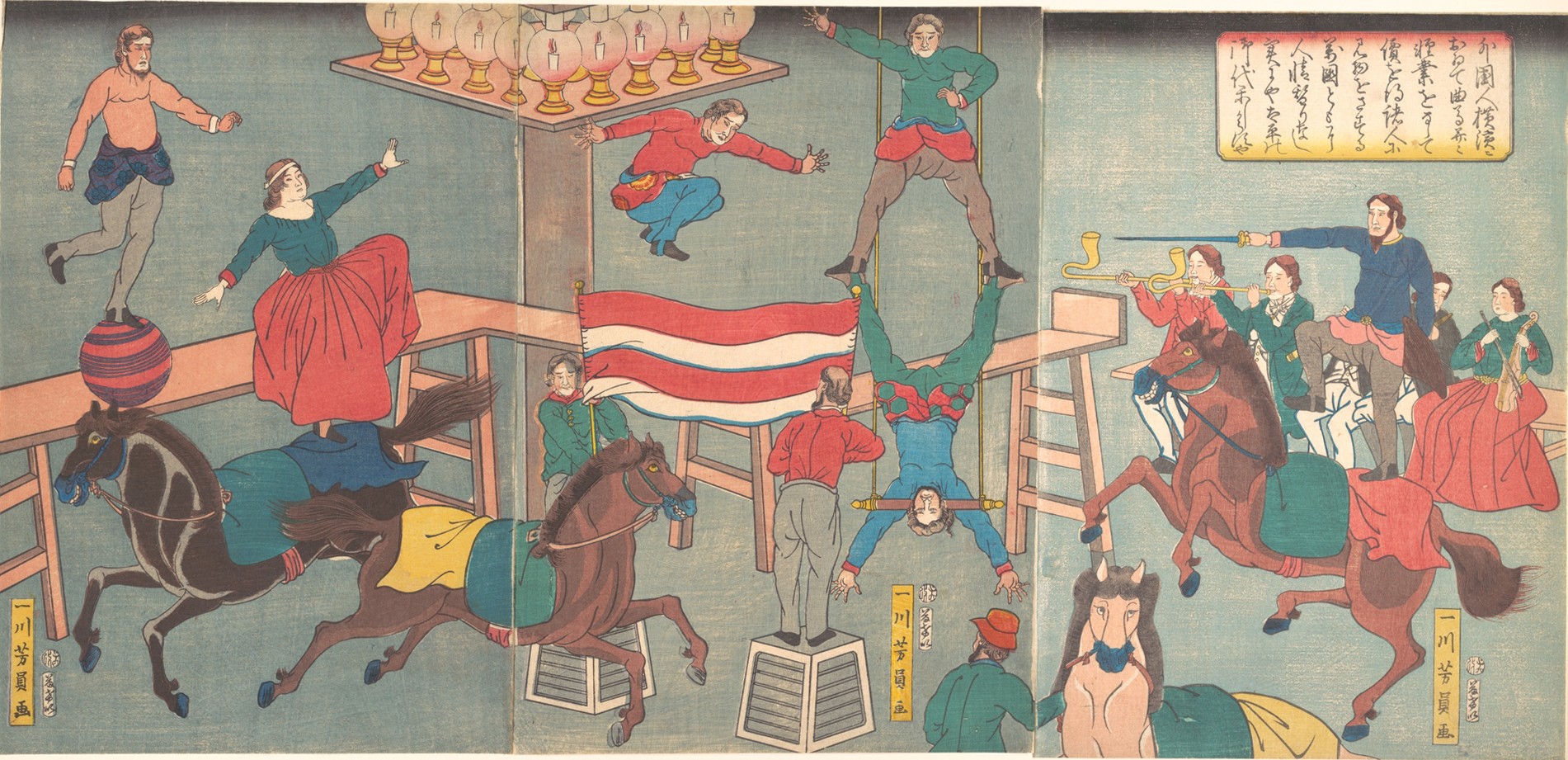
歌川芳員(画) (1864) 大判錦絵三枚続, 藤岡屋慶次郎(板) (日本通運（株）蔵：『横浜錦絵物語』20～21頁 ／ メトロポリタン美術館蔵)

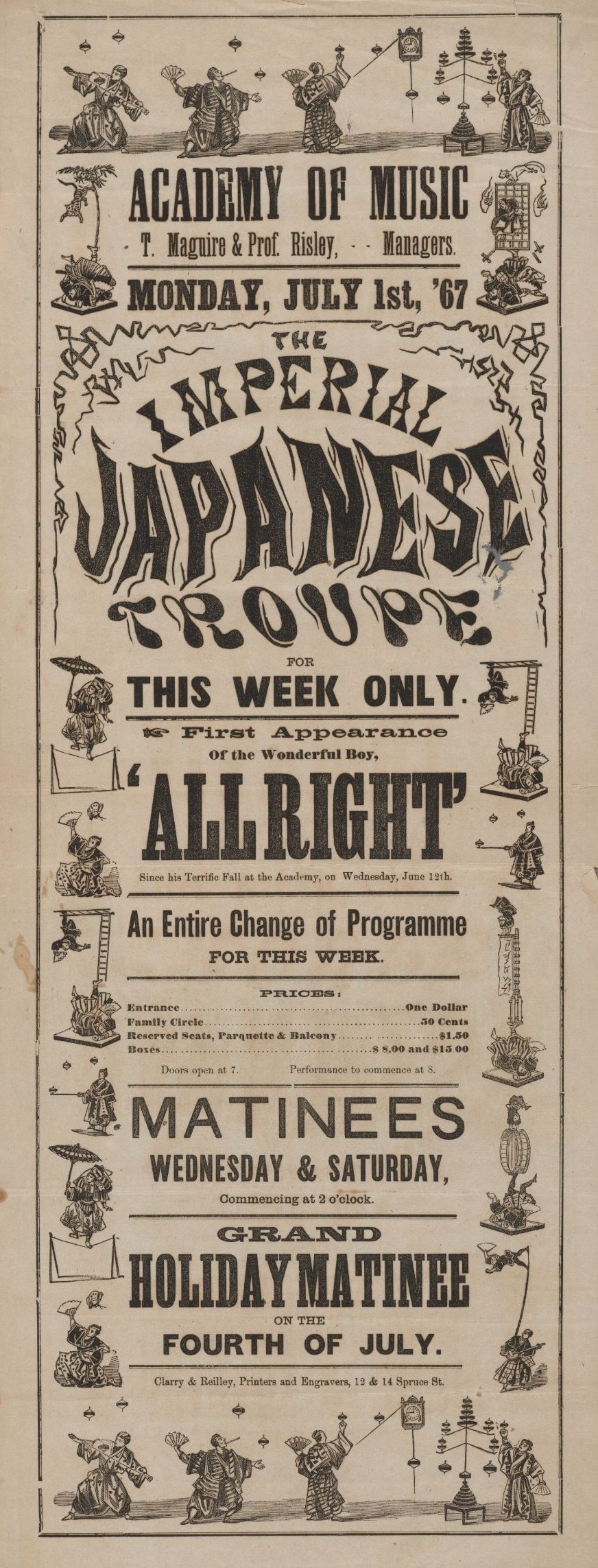
「帝国日本芸人一座」の興行ポスター、Academy of Music (1867 July 1)

リチャード・リズリー・カーライル（Richard Risley Carlisle、1814年 – 1874年5月24日）は、アメリカ合衆国の曲芸師、サーカスの興行主である。「リズリー教授」、（Professor Risleyまたはリズリー先生）の芸名で出演した。仰向きに寝て、足で子供をジャグリングする技は「リズリー・アクト」（Risley act）という名前が付けられている。幕末の1864年の横浜居留地にサーカス団を率いて来日し、西洋式のサーカスを日本で始めて興行した。また日本の芸人を組織して、一座を作りアメリカで興行した。

## 略歴
ニュージャージー州のバーリントン郡で生まれた。1833年にフィラデルフィアの女性と結婚するが、1年後に妻の父親から訴えられることがあった。リズリーがサーカスに出演した最初の記録は1841年で、リズリー先生の芸名で知られるようになった。1850年より前のある時期にムーヴィング・パノラマという演目で、他のサーカス演者から模倣であるという非難を受けたことがあった。
サーカス芸人としては「リズリー・アクト」（en:Risley act）を最初に行った人物としてギネス・ブックに登録されている。この技は、演者が台に背中をつけて横たわり、子供を足でジャグリングするものである。ハンロン＝リーズ（Hanlon-Lees）といった曲芸師たちも演じた。リズリーはこの技を1840年か1841年に開発した。足でジャグリングする物が子供でなくても、「リズリー・アクト」とか"Risley business"とか "Risley stunt"と呼ばれる 。
1858年にはロンドンでサーカス一座を結成、アジア、オセアニア地方へ巡業に出る。1864年（元治元年）に、芸人10人、馬8頭から成るサーカス団を率いて日本の横浜居留地で興行したのが、日本で西洋式サーカスの最初の興行とされる。横浜居留地内でしか興行が許されなかったので、最初は多くの観客を集めたものの観客の足が遠のくようになり短期間でサーカス団は解散した。リズリーはしばらく横浜にとどまり、2年後には、収入を得るために別の仕事で生計を立てるために、日本で最初に牛乳や氷を売った人物として記録されることになった。
手品の隅田川浪五郎一座、足芸の濱碇定吉一座、曲独楽の松井菊治郎一座といった日本の芸人を組織し「帝国日本芸人一座」（Imperial Japanese Troupe）をつくり、アメリカのフィラデルフィアで1867年（慶応3年）に1ヶ月間興行した。サンフランシスコ（1月7日）、ニューヨーク（5月6日）の劇場でも興行を果たし、大盛況の成功を収め、その後一座は渡欧し、2年もの間にフランス・イギリス・オランダ・スペイン・ポルトガルなど、西欧のほとんどの国を巡業した。

## 関連書
- 『海を渡った幕末の曲芸団 : 高野広八の米欧漫遊記』宮永孝、中公新書、1999.2
- 『大世紀末サーカス』安岡章太郎、小学館、2017